# Выпуклая геометрия
Выпуклая геометрия — ветвь геометрии, изучающая выпуклые множества, в основном, в евклидовом пространстве. Выпуклые множества возникают естественным образом во многих областях, в том числе в вычислительной геометрии, выпуклом анализе, комбинаторной геометрии, функциональном анализе, геометрии чисел, интегральной геометрии, линейном программировании, теории вероятностей.
Термин «выпуклая геометрия» используется также в комбинаторике в качестве названия одной из абстрактных моделей выпуклых множеств, одна из которых эквивалентна антиматроидам.

## История
Вклад в выпуклую геометрию может быть отслежен в Началах Евклида.
Точное определение выпуклой кривой и поверхности было дано Архимедом в его трактате «О шаре и цилиндре».
Самостоятельной ветвью математики дисциплина стала в конце XIX столетия, в основном благодаря работам Германа Брунна и Германа Минковского для пространств размерностей два и три. 
Значительная часть их результатов была вскоре обобщена на пространства большей размерности.
Важность направления для прикладных задач проявилась в середине XX века, когда развитие выпуклой оптимизации (выпуклого программирования) упёрлось в некоторые факты о выпуклых телах. 
Дело в том, что ряд классических неравенств и оценок, полученных в начале XX века для произвольных выпуклых тел, несильно зависят (либо не зависят вовсе) от размерности пространства, это позволило избежать «проклятия размерности» — традиционной проблемы в прикладной математике, когда сложность задачи катастрофически растёт с увеличением числа переменных.
Первый объемлющий обзор выпуклой геометрии в евклидовом пространстве {\displaystyle \mathbb {R} ^{n}} опубликован в 1934 году Томми Боннезеном (нем. Tommy Bonnesen) и Вернером Фенхелем. 
В 1993 году под редакцией Грубера и Вильса (нем. Jörg Wills) вышел двухтомный «Справочник по выпуклой геометрии», включающий результаты, полученные в XX веке.